# Айвазов, Артемий Гаврилович
Арте́мий (Арутюн) Гаври́лович Айва́зов (1873 — ?) — армянский врач, депутат 1-й Государственной Думы, член фракции кадетов.

## Биография
По происхождению армянин, армяно-григорианского вероисповедания. Обучался в Эчмиадзинской духовной академии и 3-й Тифлисской гимназии. В 1900 году Айвазов окончил медицинский факультет Харьковского университета. Состоял врачом-экстерном при Елисаветинской клинической больнице. Позже работал общественным врачом в с. Акулисы Эриванской губернии. Заведующий городской больницы в Ахалцихе. Член Конституционно-демократической партии.
27 мая 1906 г. Айвазов был избран депутатом в первую Государственную Думу выборщиками Тифлисского губернского избирательного собрания. В Думе вошёл во фракцию кадетов. После роспуска 1-й Думы подписал Выборгское воззвание, за что был осуждён на три месяца тюрьмы и лишён избирательных прав. На основном процессе по этому делу 12—18 декабря 1907 года он не присутствовал, так как был болен.
Дальнейшая биография Айвазова неизвестна.